# R Carinae
Ne doit pas être confondu avec r Carinae (HD 91942).
Désignations
R Carinae est une étoile de la constellation de la Carène. Elle est située à environ 182 pc (∼594 al) de la Terre.
R Carinae est une géante rouge dont le type spectral varie entre M4e et M8e. Elle est classée comme une variable de type Mira et sa luminosité varie entre les magnitudes +3,9 et +10,5 sur une période de 305,6 jours.